# ミチャエル・アロージョ
ミチャエル・アントニオ・アロージョ・ミナ（Michael Antonio Arroyo Mina 、1987年4月23日 - ）は、エクアドル・グアヤキル出身のプロサッカー選手。サッカーエクアドル代表。バルセロナSC所属。ポジションはFW。

## 経歴

### クラブ
CSエメレクでプロデビュー。以来、中南米のクラブを渡り歩いている。

### 代表
2007年、U-20代表の一員としてパラグアイで開催された2007 南米ユース選手権に参加。ベネズエラ戦で1ゴールを記録した。
2010年5月のメキシコ代表戦でA代表初キャップ。2011年5月のメキシコ代表戦で初ゴール。2014 FIFAワールドカップではスイス代表戦に出場した。2016年のコパ・アメリカ・センテナリオではアメリカ合衆国代表戦で1ゴールを挙げた。

## 所属クラブ
ユース
- CSエメレク 2002-2007

プロ
- CSエメレク 2005-2008
- デポルティーボ・キト 2009-2010
- サン・ルイスFC 2010-2011
- アトランテFC 2012-2015

→ バルセロナSC 2012-2013 (loan)
→ クラブ・アメリカ 2014-2015 (loan)
- クラブ・アメリカ 2015-2017
- グレミオFBPA 2017
- バルセロナSC 2018-

## 代表歴

### 出場大会
- エクアドル代表
  - 2014 FIFAワールドカップ

### 試合数
- 国際Aマッチ 30試合 5得点（2010年-2017年）[3]

| エクアドル代表 | 国際Aマッチ | 国際Aマッチ |
| 年             | 出場        | 得点        |
| -------------- | ----------- | ----------- |
| 2010           | 7           | 0           |
| 2011           | 9           | 2           |
| 2012           | 2           | 0           |
| 2013           | 1           | 0           |
| 2014           | 3           | 1           |
| 2015           | 1           | 0           |
| 2016           | 6           | 2           |
| 2017           | 1           | 0           |
| 通算           | 30          | 5           |

## タイトル

### クラブ
デポルティーボ・キト
- セリエA: 2009

バルセロナSC
- セリエA: 2012

クラブ・アメリカ
- リーガMX: アペルトゥーラ 2014
- CONCACAFチャンピオンズリーグ: 2014–15, 2015–16

グレミオFBPA
- コパ・リベルタドーレス: 2017